# Jules de Guerne
Jules Germain Malotau, baron de Guerne (Douai,  20 augustus 1855 – Parijs, 21 juni 1931) was een Frans geograaf en zoöloog, gespecialiseerd in kreeftachtigen.
Hij studeerde aan het lyceum van Douai en later medicijnen in Lille, waar hij preparateur werd in het laboratorium van professor Jules Gosselet. In 1881 nam hij deel aan een wetenschappelijke reis naar Lapland met professor Georges Pouchet. In 1884 vestigde hij zich in Parijs.
Samen met Jules Richard publiceerde hij in 1888 een overzicht van de zoetwater-eenoogkreeftjes uit de orde Calanoida.
Hij leidde het zoölogisch luik van de wetenschappelijke expedities van het jacht L'Hirondelle van Albert I van Monaco in de periode 1886-1888, en van de Princesse-Alice in 1892-1894.
In 1889 werd hij benoemd tot ridder in het Legioen van Eer. Hij was voorzitter van de Société zoologique de France in 1890. 
Hij beschreef onder meer nieuwe soorten vlokreeften (bijvoorbeeld Orchestia chevreuxi), eenoogkreeftjes (bijvoorbeeld Pleuromamma armata met Pouchet), peniswormen (bijvoorbeeld Priapulopsis australis) en raderdieren (bijvoorbeeld Asplanchna girodi).